# Bauhausdruckerei

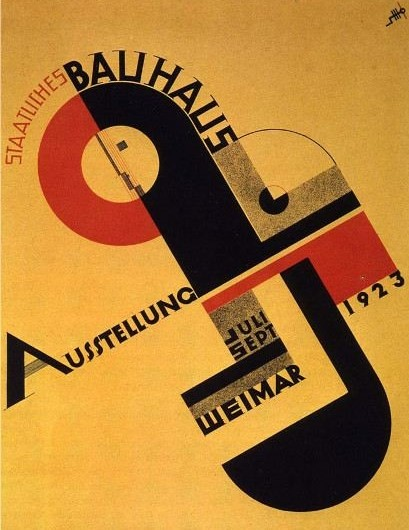
Plakat zur Bauhausausstellung von 1923 in Weimar von Joost Schmidt, hergestellt in der Bauhausdruckerei

Die Graphische Druckerei am Weimarer Bauhaus, gegründet 1919, war eine Werkstatt des Bauhauses, die zunächst vor allem Druckgrafik, Mappenwerke und Kunstdrucke der Bauhausmeister herstellte. Erst mit der Berufung von László Moholy-Nagy als Nachfolger von Johannes Itten, 1923, wurden später auch alltägliche Druckerzeugnisse und Werbegrafik in neuer Typografie und modernem Layout, auch für Kunden, hergestellt. Bekannt wurden die Erzeugnisse der Druckerei sowohl durch anspruchsvolle Kunstdrucke als auch durch Plakate, Handzettel und Einladungen nach den Entwürfen der Bauhausmeister und -studierenden.

## Geschichte
Die Druckerei bildete zwar keine Lehrlinge im Sinne eines gesetzlichen Lehrbriefes aus, aber sie ermöglichte den Angehörigen des Bauhauses das Erlernen verschiedener Kunstdrucktechniken. Von der Gründung im Jahr 1919 bis 1921 leitete der Maler und Grafiker Walther Klemm, ab 1913 Dozent an der Großherzoglich-Sächsischen Kunstschule Weimar, als Formmeister die Graphische Druckwerkstatt des Bauhauses. Abgelöst wurde er von Lyonel Feininger, der die Herstellung von Mappenwerken und Kunstdrucken nach Arbeiten von Bauhausmeistern und Studierenden förderte. Als bedeutendes Werk dieser Phase gilt die 1924 entstandene fünfteilige Kunstdruckmappe „Neue Europäische Graphik“ mit Werken der internationalen Avantgarde. So entstand unter der Leitung von Carl Zaubitzer, dem technischen Meister der Werkstatt, unter anderem das bekannte aus Linien gesetzte Bauhaussignet von Oskar Schlemmer. Im Jahr 1925 endete mit dem Umzug des Bauhauses nach Dessau die alleinige Fertigung von Kunstdrucken; das Schwergewicht lag nun auf der Herstellung von Werbegrafik, Geschäftsdrucksachen, Broschüren und Plakaten. Dafür propagierte László Moholy-Nagy eine völlig neue Typografie mit grafischen Elementen. Im Mai 1929 fand eine Ausstellung mit dem Titel „Wohin geht die typographische Entwicklung?“ im damaligen Berliner Kunstgewerbemuseum statt. Anlass war die Ausstellung „Neue Typographie“, die von der Staatlichen Kunstbibliothek organisiert worden war. László Moholy-Nagy wurde gebeten, einen der Räume zum Thema der Zukunft der Typografie zu gestalten. Er fertigte dafür 78 Schautafeln an, die Fotografien, Texte und Bilder zeigten.

## Technische Ausstattung
Für die Herstellung von Kunstdrucken verfügte die Graphische Werkstatt des Bauhauses zunächst über Handpressen, die aus dem Bestand der alten Weimarer Kunstschule stammten. Damit konnten Radierungen im Tiefdruckverfahren, Holz- und Linolschnitte im Hochdruck auf einer alten Buchdruckpresse sowie im Flachdruck Lithografien hergestellt werden. Modernere Maschinen wurden erst ab 1925 in Dessau angeschafft, als neben dem Kunstdruck auch andere Druckerzeugnisse ins Programm aufgenommen werden sollten. Dazu verfügte die Druckerei über eine Handsetzerei mit der Groteskschrift der Schriftgießerei Schelter & Giesecke in verschiedenen Schriftgraden. Verwendet wurden meist die Druckfarben Rot und Schwarz. Dazu kamen im Sinne Moholy-Nagys auch Fotos und typografische Elemente wie Linien, Balken, Raster und Punkte für das Layout. Zur Schelter-Grotesk kam ab 1927 die Futura hinzu.

## Entwicklung einer Bauhaus-Typografie

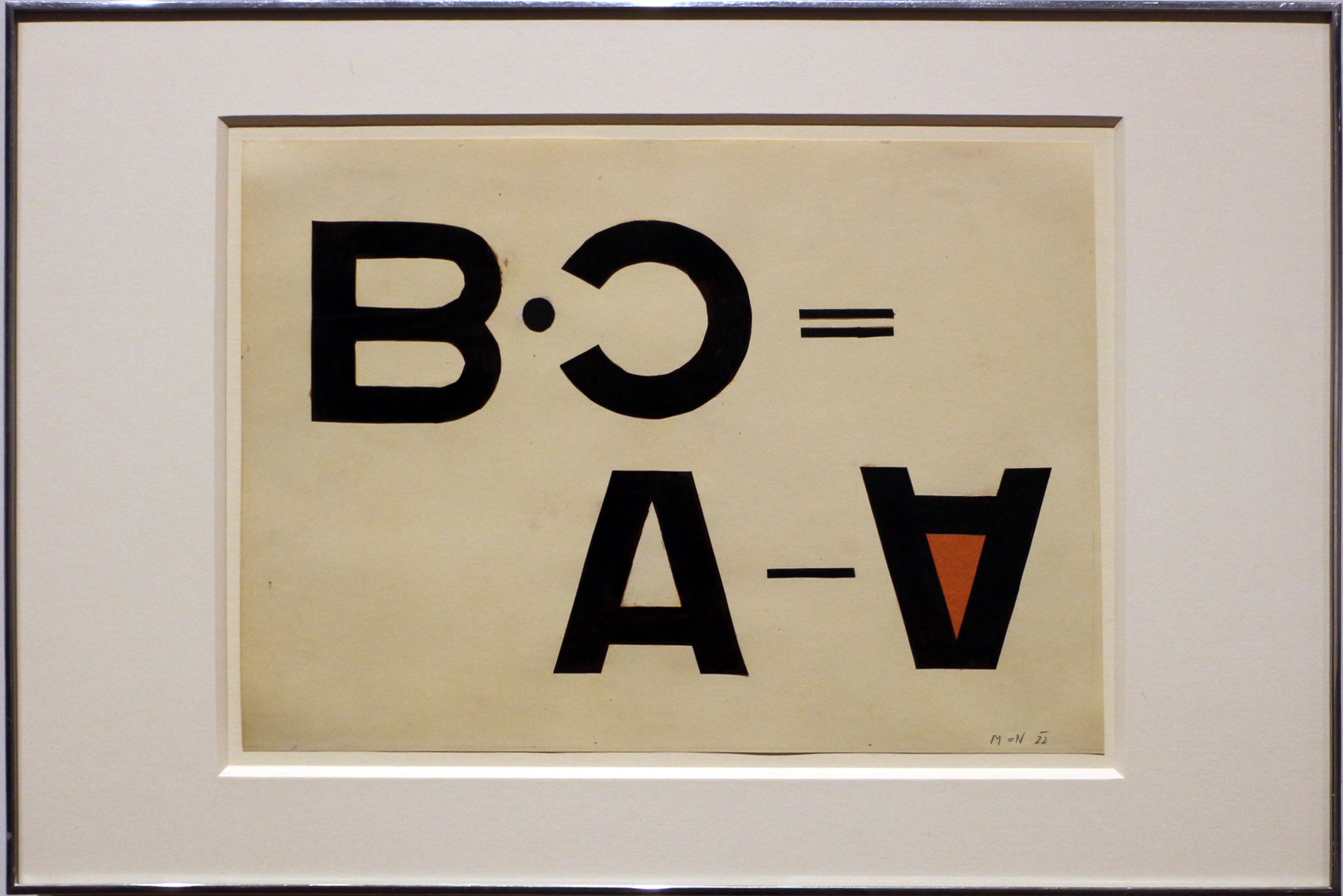
László Moholy-Nagy: Ohne Titel (Typo Collage), 27,2 × 38 cm, 1922, Sammlung Hattula Moholy-Nagy, Michigan USA

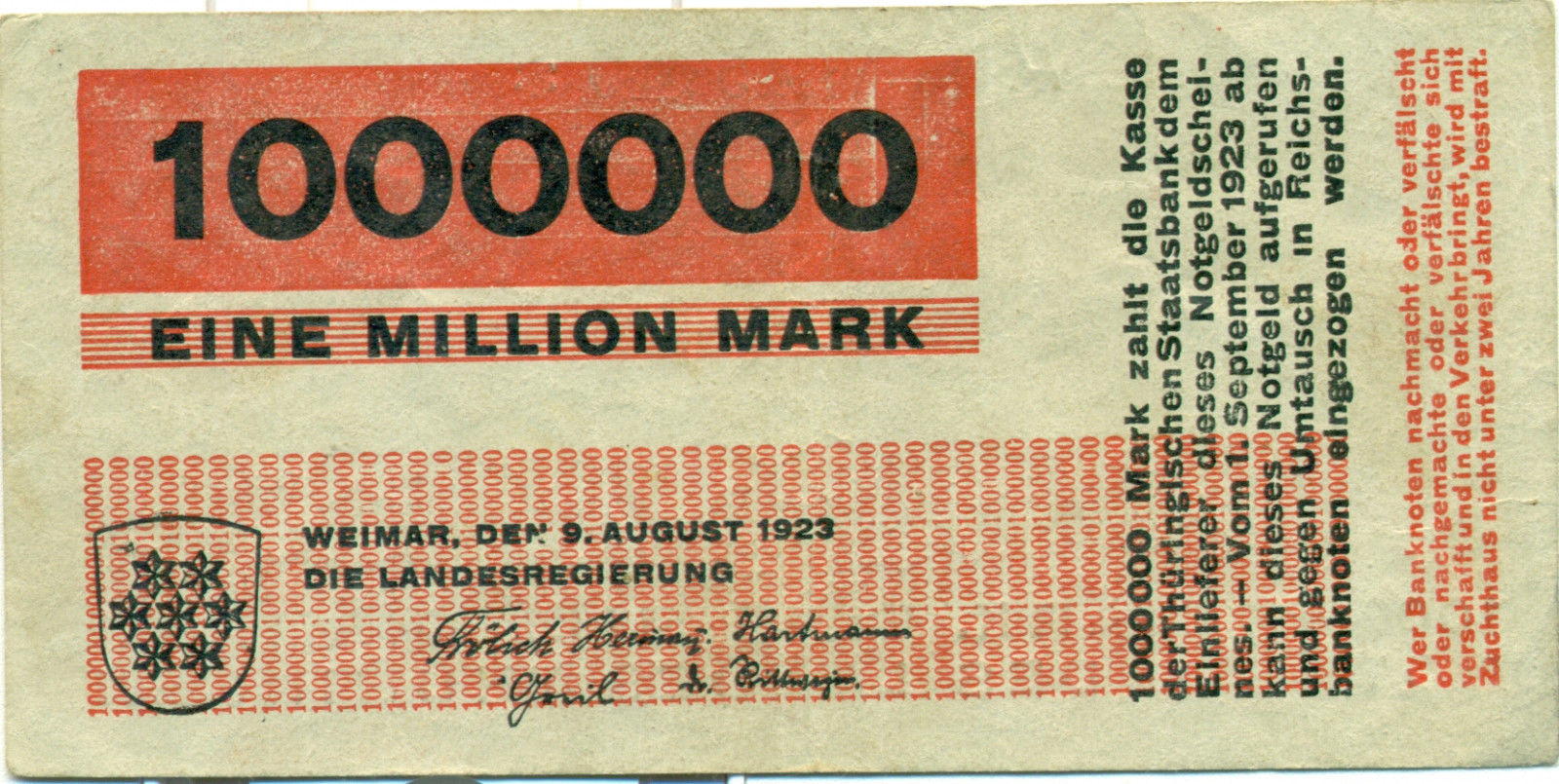
Notgeld aus Weimar 1923, entworfen von Herbert Bayer

Beispiel für die Typografie (Carl Marx)

Die 1920er Jahre brachten mit der „Neuen Typografie“ eine gestalterische Bewegung hervor, die sich gegen die klassischen Layout-Prinzipien stellte. Ziel dieser Bewegung war eine Optimierung gedruckter Werke hinsichtlich der besseren Lesbarkeit. Es wurde zudem eine Standardisierung in Schrifttypen angestrebt, die sich an der Deutschen Industrienorm (DIN) orientieren sollte. Dabei wurden serifenlose Schrifttypen bevorzugt und auf ablenkenden Zierrat verzichtet. Hinzu kam mit der Fotografie der Neuen Sachlichkeit das Setzen auffälliger Bildelemente. Künstler, die sich mit dem Design der Neuen Typografie in Deutschland befassten, waren beispielsweise Willi Baumeister, Herbert Bayer, Max Burchartz, Walter Dexel und Kurt Schwitters oder am Bauhaus Joost Schmidt, Xanti Schawinsky, Carl Marx, Reinhold Rossig und Alfred Arndt.
Laszlo Moholy-Nagy beschrieb ab 1923 in seinen Schriften zur Neuen Typografie ihre Aufgaben: „Die Typografie ist ein Instrument der Mitteilung. Sie muß eine klare Mitteilung in der eindringlichen Form sein“ (aus seinem programmatischen Aufsatz im Bauhauskatalog von 1923). Josef Albers schrieb 1926 über die Gewichtung von Bild und Schrift: „Das heutige Leben vollzieht sich nicht im Gleichmaß, wir können nicht mehr klassisch sein. Wir bevorzugen die illustrierten [Zeitschriften]: das Bild unterrichtet schneller und besser […]. Alle Schrift erfährt starke Konkurrenz durch Foto, Kino und Radio.“ (Offset. Buch- und Werbekunst. Bauhaus-Heft 10, Leipzig 1926, S. 395 ff.) Herbert Bayer stellt fest, dass eine Neugestaltung von Schriftzeichen auch eine Reorganisation der Sprache nach sich ziehe, und fährt fort: „So wie moderne Maschinen, Architektur und Kino Ausdruck unserer exakten Zeit sind, muß es auch die Schrift sein.“ (Offset 10, S. 398 ff.) Herbert Bayer führte 1925 dementsprechend auch die Kleinschreibung ein, die zu einem charakteristischen Merkmal der Bauhaustypografie wurde. Die Studierenden, die erfolgreich in der Ausbildung „Wandmalerei“, „Schriftzeichnen“ und „Reklamegestaltung“ waren, erhielten ein Zeugnis und bei Verwertung ihrer Arbeiten eine „Entwurfsgebühr“. Ihr Name und der Vermerk „bauhaus“ erschien in der Signatur, aber das Bauhaus behielt alle Rechte.

## Rezeption und heutige Verwendung
Es gibt bauhausspezifische Schriften mit den Bezeichnungen Joschmi (Joost Schmidt), Xants (Xanti Schawinsky), CarlMarx (Carl Marx), Reross (Reinhold Rossig [1903–1979]) und Alfarn (Alfred Arndt), die dem Bauhaus Dessau zugeordnet werden, als Digitalversionen kostenlos bei Adobe. Großen Einfluss auf die Bauhaustypografie hatte die bekannte Schriftart Futura des Grafikers Paul Renner von 1927, die aus dem Umfeld des Neuen Frankfurt stammt.
Das Druckgrafische Museum Pavillon-Presse Weimar zeigte im Jahr 2019 die Sonderausstellung „100 Jahre-Bauhaus-Typografie“ und organisierte eine Konferenz mit Workshops zum Thema.

Logos von Organisationen, die heute den Bauhaus-Begriff im Namen tragen
Bauhaus-Archiv
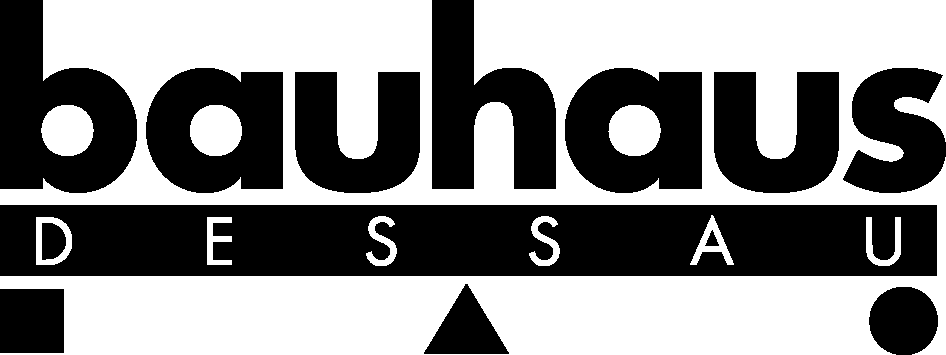
Stiftung Bauhaus Dessau
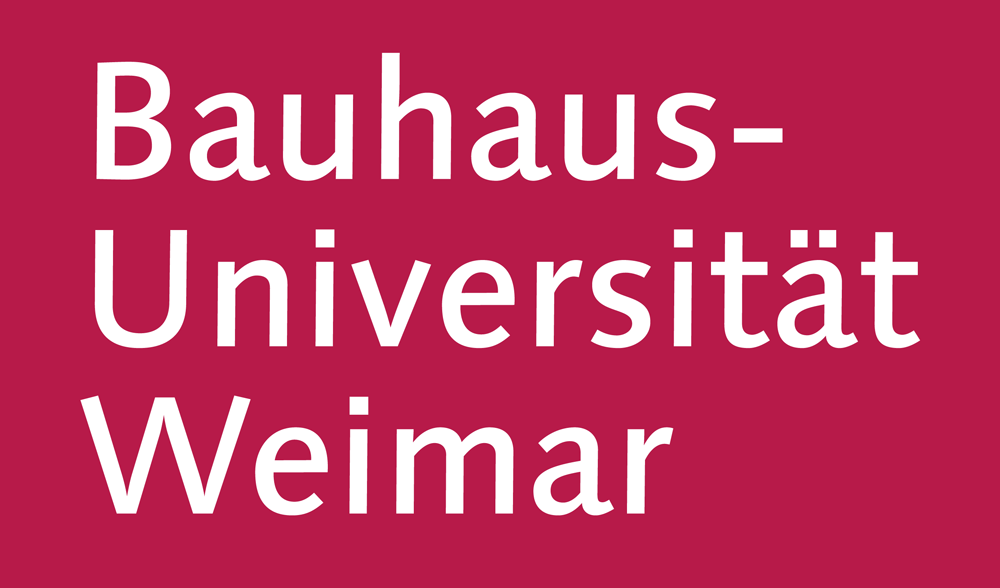
Bauhaus-Universität Weimar